# رجینالد وینگیت
رجینالد وینگیت (انگلیسی: Reginald Wingate; ۲۵ ژوئن ۱۸۶۱ – ۲۹ ژانویهٔ ۱۹۵۳) سیاست‌مدار اهل بریتانیا بود. وی همچنین برندهٔ جوایزی همچون نشان حمام، نشان سلطنتی ویکتوریایی، و نشان امپراتوری بریتانیا شده‌است.